# Кравченко, Владимир Анатольевич
Владимир Анатольевич Кравченко(укр. Володимир Анатолійович Кравченко) — украинский военачальник, генерал-лейтенант. Командующий Операции объединённых сил(5 августа 2019 — 28 июля 2021), командир оперативного командования «Север» (2017—2019). Командующий временным оперативно-тактическим командованием «Сумы»(с 2023 года).

## Биография
Данных о дате и месте рождения нет. До 2009 года был командиром 51-й отдельной механизированной бригады.
С 2014 года — генерал-майор. С августа 2018 года — генерал-лейтенант. С 5 августа 2019 года — командующий  объединёнными силами. 29 марта 2019 подписал от имени ОК «Север» меморандум  о налаживании партнерских отношений и сотрудничества с Украинским институтом национальной памяти в области национально-патриотического воспитания молодежи и военнослужащих.
28 июля 2021 года уволен с должности командующего объединёнными силами. 
9 февраля 2023 года был назначен командующим временным оперативно-тактическим командованием «Сумы»(в составе Оперативного командования «Север»).

## Семья
- Жена — Любовь Кравченко[6]

- Сыновья Игорь и Александр.

## Награды
- Орден «Богдана Хмельницкого» I степени (19 марта 2022) — за личное мужество и самоотверженные действия, проявленные в защите государственного суверенитета и территориальной целостности Украины, верность военной присяге[7];
- Орден «Богдана Хмельницкого» II ст. (23 августа 2021) — за весомый личный вклад в укрепление обороноспособности Украинского государства, мужество, проявленное во время боевых действий, примерное исполнение служебного долга и по случаю Дня Независимости Украины[8];
- Орден «Богдана Хмельницкого» III ст. (21 августа 2020) — за весомый личный вклад в укрепление обороноспособности Украинского государства, мужество, проявленное во время боевых действий, образцовое исполнение служебных обязанностей и высокий профессионализм[9].